# Bataille des Arginuses
Batailles
- Sybota
- Potidée
- Chalcis
- Patras
- Naupacte
- Mytilène
- Tanagra
- Étolie
- Olpae
- Idomene
- Pylos
- Sphactérie
- Délion
- Amphipolis
- Mantinée
- Mélos
- Expédition de Sicile
- Symi
- Érétrie
- Cynosséma
- Abydos
- Cyzique
- Notion
- Arginuses
- Aigos Potamos

La bataille navale des Arginuses est l’un des derniers grands épisodes de la guerre du Péloponnèse, qui opposa Athènes à Sparte pendant près de trente ans. Elle eut lieu pendant l’été -406, dans la mer Égée, au large de l’île de Lesbos, face aux petites îles Arginuses qui bordent à cet endroit la côte de l’actuelle Turquie. La flotte athénienne, commandée par huit stratèges, y défit la flotte lacédémonienne dirigée par Callicratidas.
Cette importante victoire athénienne se solda néanmoins par des conséquences tragiques, puisque les généraux victorieux furent condamnés à mort par les Athéniens pour avoir négligé, à la suite d'une tempête, de recueillir et de ramener dans la cité les corps des nombreux naufragés. L’épilogue funeste de ce dernier sursaut victorieux d’Athènes dans la guerre contre Sparte illustre ainsi également les excès de la démocratie athénienne, à travers l’influence néfaste des rhéteurs et des démagogues sur le peuple, ce dernier s’étant par la suite repenti d’avoir condamné ses généraux.

## Les causes de la bataille et sa préparation

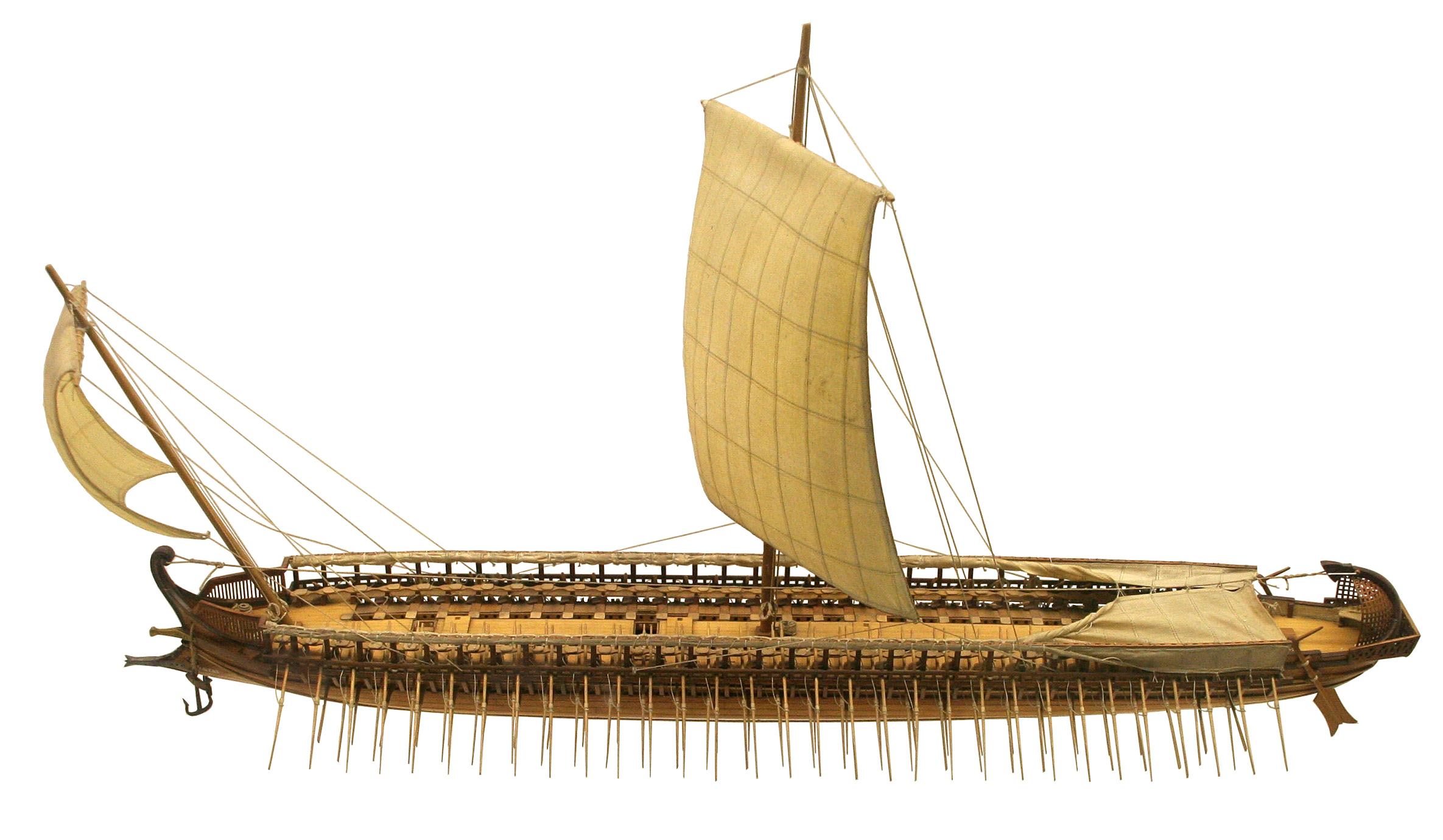
Modèle de trière grecque.

En -406, Callicratidas fut élu navarque de Sparte (commandant de la flotte) pour succéder à Lysandre - qui avait vaincu quelques mois plus tôt, à Notion, la flotte athénienne emmenée par Alcibiade. Callicratidas parvint à former une flotte de 170 trières grâce à l’aide des cités grecques alliées de Sparte (notamment Milet et Chios). Au même moment, Conon, commandant la flotte athénienne à Samos, n’avait pu armer que 70 trières sur la centaine dont il disposait, à cause du découragement d’une partie de ses troupes.

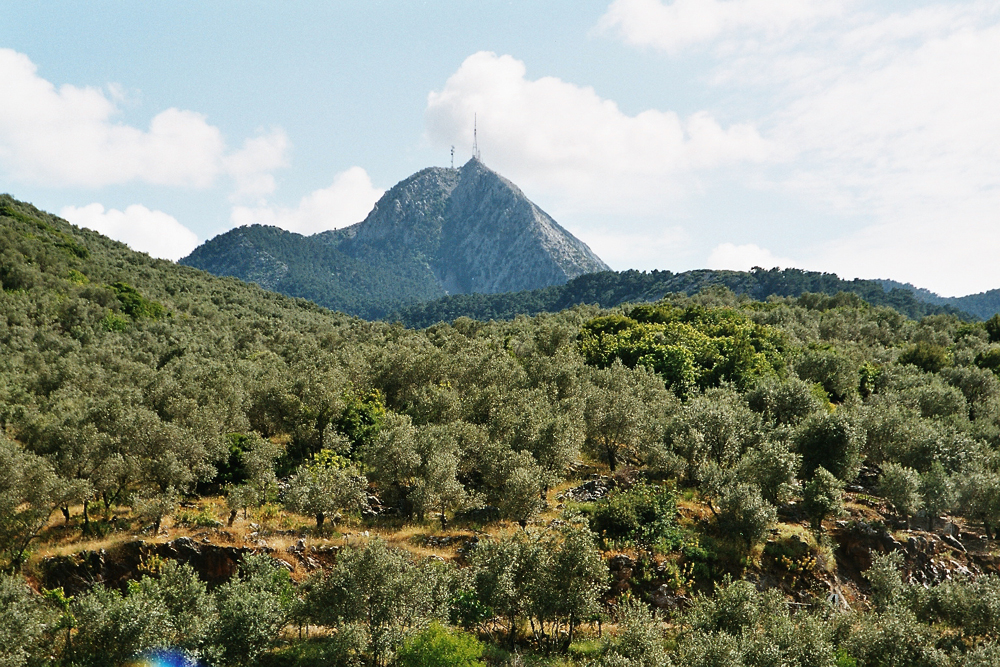
Le Mont Olympe dominant Lesbos.

Une fois qu’il eut assemblé sa flotte, Callicratidas attaqua Méthymne, sur l’île de Lesbos, alliée d’Athènes : en s’emparant de toute l’île, il pourrait en effet se frayer un chemin vers l’Hellespont, où il espérait mettre à mal les lignes athéniennes qui gardaient la route du blé. Tentant de défendre Lesbos, Conon fut attaqué par Callicratidas et, sa flotte étant en infériorité numérique, il fut contraint de trouver refuge dans le port de Mytilène, où il perdit 30 vaisseaux sous les assauts de l’ennemi. Assiégé depuis la terre et la mer, Conon se trouva bloqué dans la ville et incapable de se défendre contre les forces nettement supérieures de Callicratidas. Il ne put dès lors qu’avertir Athènes de sa déroute par l’envoi d’un messager.
La nouvelle de ce siège précipita la réaction d’Athènes. L'assemblée (Ecclésia) prit aussitôt des mesures extrêmes : on s’empressa de construire de nouveaux navires et de constituer une armée en enrôlant des métèques mais aussi des esclaves, à qui l’on accorda exceptionnellement la citoyenneté. On put ainsi préparer et armer en trente jours une soixantaine de vaisseaux, auxquels s’ajoutèrent quatre-vingts navires que leurs capitaines avaient tirés des diverses îles alliées, et une dizaine d’autres offerts par les Samiens : au total, ce fut une flotte de 150 trières qui prit place à Samos, en vue d’assiéger Mytilène pour délivrer Conon. Le commandement de cette flotte fut confié - décision inhabituelle - à la collaboration de huit généraux (dits « stratèges »), parmi lesquels Périclès le jeune et Thrasylle (les six autres étaient Aristocrate, Aristogène, Diomédon, Erasinidès, Lysias et Protomaque).

## Le déroulement de la bataille et son issue dramatique
Callicratidas, informé de l’approche de ces forces, laissa une cinquantaine de navires en poste pour maintenir le siège de Mytilène, et prit le large avec 120 vaisseaux. Il mena sa flotte à la rencontre des Athéniens, en face des Arginuses où ils avaient établi leur campement pour se nourrir, espérant les prendre par surprise. Mais, comme le vent soufflait beaucoup et que de fortes pluies orageuses s’abattaient, il était difficile de tenir la mer et aucune des deux parties ne jugea à propos d’entamer le combat auquel elles se préparaient. Celui-ci fut donc remis au lendemain. 

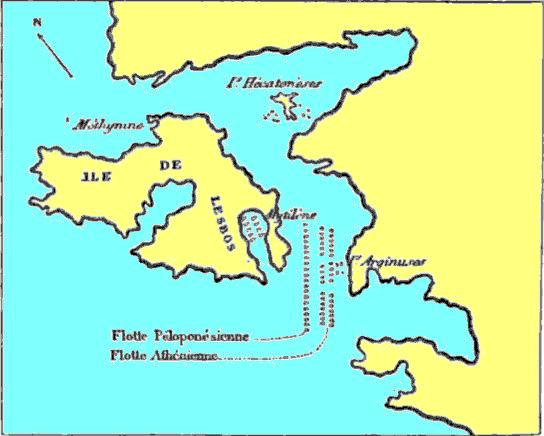
Position des lignes spartiate et athéniennes aux Arginuses.

À l’aube du jour suivant, les deux armées se mirent en ordre de bataille : les Lacédémoniens s’étendaient sur une seule ligne, face aux Arginuses, tandis que les Athéniens avaient formé une double ligne, dos aux Arginuses, attendant l’ennemi. L’aile gauche des Athéniens était commandée par Aristocrate et Diomédon, chacun à la tête de 15 trières, soit une trentaine de vaisseaux alignés. Ils étaient soutenus, en deuxième ligne, par le même nombre de navires, dirigés par Périclès le jeune et Erasinidès. À côté d’eux, les 10 vaisseaux samiens s’étaient rangés en une seule ligne, au centre. Derrière ceux-ci, la dizaine de vaisseaux aux ordres des taxiarques formaient aussi une seule ligne, soutenus encore à l’arrière par quelques navires supplémentaires. L’aile droite, enfin, dirigée par Protomaque et Thrasylle à l’avant, Lysias et Aristogène à l’arrière, était composée comme la gauche de deux lignes de 30 navires. Ils avaient choisi cette formation pour que leur ligne ne fût pas coupée en deux par les Lacédémoniens, car les navires de ces derniers étaient réputés pour tenir la mer mieux que les leurs. C’était, par le nombre de vaisseaux, la plus grande bataille navale ayant jamais opposé deux cités grecques. Les Athéniens avaient considérablement étendu leurs lignes pour éviter d’être débordés sur les flancs. Aussi, Callicratidas, qui dirigeait l’aile droite de la flotte spartiate, voyant qu’il ne pouvait faire un front égal à celui des Athéniens, décida de diviser son armée en deux, pour attaquer des deux côtés les lignes ennemies et éviter de se faire encercler. Un violent et long combat s’engagea alors entre les vaisseaux des deux flottes, au bout duquel Callicratidas fut tué alors que son navire abordait un navire ennemi, précipité dans la mer. Sa mort découragea ses soldats, et l’aile droite plia la première, prenant la fuite. L’aile gauche continua de résister, mais ne put lutter bien longtemps face à l’ensemble de la flotte athénienne ; elle finit donc par fuir avec l’aile droite. Au total, les Péloponnésiens perdirent 75 trières, et les Athéniens 25.
Immédiatement après la bataille, les généraux athéniens furent confrontés à deux tâches importantes : il fallait, d’une part, aller secourir Conon qui était retenu par 50 navires lacédémoniens à Mytilène, et ce, avant que ces derniers aient une chance de rejoindre ce qui restait de la flotte de Callicratidas ; et d’autre part, récupérer les survivants et les noyés des 25 navires détruits ou hors d’usage. Les stratèges auraient alors décidé de croiser avec la majeure partie de la flotte vers Mytilène, confiant aux triarches Thrasybule et Théramène le soin de rester sur place avec un petit détachement afin de récupérer les naufragés. Toutefois, ces deux missions furent contrecarrées par l’arrivée soudaine d’une violente tempête, qui força la flotte athénienne à revenir au port, dans les Arginuses ; la flotte spartiate restée à Mytilène, une fois connue l’issue de la bataille, eut alors le temps de s’échapper, et il s’avéra impossible de secourir les nombreux marins tombés à l’eau.

## Les suites de la bataille: le jugement des stratèges
À Athènes, la joie du peuple à l’annonce de cette victoire inattendue laissa vite place à une bataille rhétorique pour déterminer qui était responsable de l’absence de secours apporté aux marins naufragés. En effet, les Athéniens se faisaient un point de religion de ne pas laisser sans sépulture ceux qui étaient morts pour la patrie. Lorsque les généraux apprirent la colère du peuple à propos de ce défaut de secours, ils affirmèrent que Thrasybule et Théramène, qui étaient déjà revenus à Athènes, en étaient responsables, et ils écrivirent des lettres dans ce sens à l’assemblée, dénonçant les deux triarches et les accusant du fiasco. Ces derniers se défendirent brillamment contre ces accusations, et la vindicte populaire se retourna alors contre les généraux. Conon fut d’emblée disculpé, et on lui confia même toute la flotte, mais les huit stratèges furent relevés de leurs charges et leur retour immédiat à Athènes fut ordonné, pour que se tienne leur procès. Deux d’entre eux, Aristogène et Protomaque, s’enfuirent, mais les autres obéirent. Dès leur retour, ils furent emprisonnés.

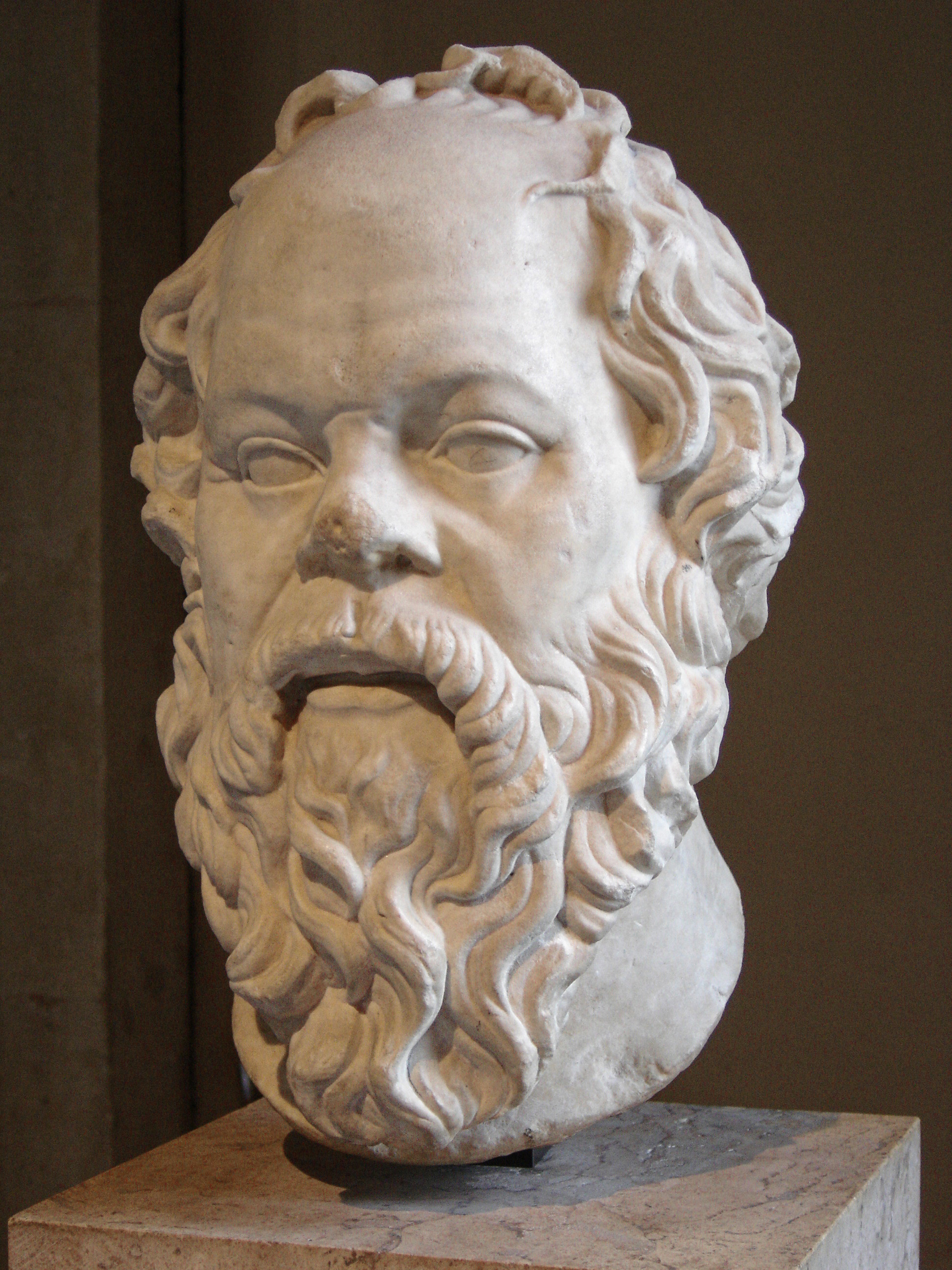
Socrate.

Le premier jour du procès, les généraux parvinrent à gagner la sympathie du peuple, en plaçant toute la faute de cette tragédie sur la tempête, qui avait empêché les efforts de sauvetage d’aboutir. Mais ce premier jour fut suivi par la fête des Apatouries, où se réunissent les pères et les familles pendant trois jours. Dans ce contexte, l’absence des noyés des Arginuses se fit douloureusement sentir dans les phratries, et lorsque les débats reprirent, l’initiative passa à ceux qui voulaient punir lourdement les généraux. On goûta alors l’éloquence des rhéteurs qui accablaient les généraux, et les parents des morts témoignèrent endeuillés (c’est-à-dire vêtus de noir et la tête rasée) à l’assemblée, ce qui fit forte impression sur la foule. On finit par soumettre l’accusation contre les stratèges au vote de l’assemblée. Seul Socrate, qui assumait alors la charge de prytane, s’éleva pour s’opposer à cette condamnation collective, parce qu’elle constituait une procédure illégale : selon la loi athénienne, c’est en effet un à un, et non collectivement, qu’on pouvait condamner ces hommes. Mais le peuple, dans un accès de frénésie de vengeance allumé par l’art oratoire des harangueurs, condamna finalement à mort les huit généraux qui avaient pris part à la bataille navale ; les six qui étaient présents furent exécutés.
Les Athéniens regrettèrent néanmoins bien vite cette décision et, reconnaissant qu’ils avaient été trompés par les harangueurs, ils mirent en accusation ceux qui avaient été à l’instigation du procès contre les généraux. Toutefois, ces derniers parvinrent à s’enfuir d’Athènes avant d’être jugés. Le seul élément positif de cette douloureuse affaire des Arginuses est évoqué dans Les Grenouilles : en accordant un rôle important dans sa pièce à un esclave, Aristophane semble se féliciter, indirectement, de l'affranchissement des esclaves qui avaient combattu durant cette bataille navale, et il demande qu'en plus, on accorde « à ceux qui ont combattu sur mer le pardon de leur unique faute s'ils le demandent ».
À Sparte, la défaite des Arginuses s’ajoutait à une série de revers et, sa flotte très affaiblie, son peuple découragé, la cité fit une proposition de paix à Athènes. Mais cette proposition fut rejetée par l’assemblée athénienne, ce qui s’avéra par la suite fort coûteux, puisqu’en -405, Lysandre, revenu à la tête de la flotte spartiate, infligea une défaite décisive aux Athéniens à Aigos Potamos, ce qui engendra le blocus et la capitulation finale d’Athènes, en -404, mettant un terme à la guerre du Péloponnèse.